# À Punt FM
À Punt FM (també anomenada La ràdio d'À Punt o, simplement, À Punt Ràdio) és l'emissora de ràdio de l'empresa pública valenciana de mitjans de comunicació À Punt Mèdia. La seua programació és generalista, amb especial atenció a la informació, els esports, la igualtat, el medi ambient, la cuina, la literatura i la música, amb el valencià com a llengua vehicular.

## Història
La ràdio d'À Punt va iniciar les emissions en proves el 13 de novembre de 2017, mesos abans de l'inici d'emissions de la televisió de la mateixa corporació. Ho va fer amb música variada en valencià, indicatius de la ràdio i sintonies on es van utilitzar eslògans com: «L'espai públic de comunicació de les valencianes i els valencians», «Estem amb tu» o «L'estaves esperant».
L'11 de desembre del 2017 va començar a emetre de manera oficial. Ho va fer amb deu programes que suposen 28 hores de continguts setmanals que es completen amb espais ocupats per música amb els programes Territori Sonor i Caixa de Ritmes. El primer programa que es va emetre fou el magazín diari Al Ras presentat per Jèssica Crespo.
Des de l'inici d'À Punt Mèdia l'aposta ha estat la dels continguts transmèdia, és a dir, la integració de les redaccions i produccions per a l'elaboració de continguts multiformats: per a ràdio, televisió, web i xarxes socials. Ha estat a les redaccions d'informatius on més evidents s'ha fet aquesta aposta tot i que també s'han emès programes en versions per a les diverses plataformes d'À Punt com el concurs Rosquilletres, els temàtics Animalades, Samaruc Digital, Plaerdemavida o Una habitació pròpia.
També des de l'inici es va signar un acord amb la Xarxa d'Emissores Municipals Valencianes amb diversos nivells de col·laboració que inclou intercanvis de continguts de ràdio i televisió, producció i emissió coordinada d’informatius, producció i emissió coordinada d’esdeveniments, i creació conjunta d’obres audiovisuals i continguts específics per als webs. Fruit d'aquest treball són el magazín El Rall o el programa musical El musiquer.
L'octubre de 2018 s'estrenen 4 estudis nous en el Centre de Producció de Programes de Burjassot on la ràdio té seu des dels inicis. Els quatre estudis porten els noms de Toni Mestre, Emili Gisbert, Rosa Solbes i la cançó «Al vent» de Raimon.
El 2022 incorpora un nou estudi polivalent que permet fer programes de ràdio, televisió i web de forma simultània incorporant una gran pantalla dins de l'estudi i que possibilita l'emissió de programació amb qualitat d'imatge UHD 4K (superior a HD), amb un locutori de 50 m² amb 4 càmeres robotitzades, una il·luminació d'última generació led de baix consum i una taula amb capacitat de fins a set contertulians. Aquest nou estudi allotja l'espai informatiu Les notícies del matí així com les retransmissions esportives del cap de setmana i les retransmissions culturals.
El desembre de 2018 comencen a mesurar-se les audiències radiofòniques a través de les enquestes de l'Estudi General de Mitjans que en aquell moment va situar en 22.000 persones oients del canal valencià, per davant d'altres ràdios regionals espanyoles consolidades.
El juliol de 2019 l'aleshores director general d'À Punt Alfred Costa situa a la periodista Esperança Camps com a directora de la ràdio, un càrrec inexistent fins aleshores i que desaparegué un mes i escaig després del seu nomenament arran de la dimissió de Camps.

## Continguts

### Informatius
Els serveis informatius de la ràdio d'À Punt s'inicien la primavera de 2018, tres mesos després de l'inici oficial de les emissions, amb l'emissió del primer butlletí d'informatius el 5 de març de 2018 a les 7:00 hores del matí i que s'actualitzarien cada hora. Un mes després va començar el programa informatiu i de tertúlia Les notícies del matí amb Elpídia Bellver.
Des d'octubre de 2018, amb l'estrena de nous estudis de gravació més moderns, la tertúlia del programa que s'inicia a les 9 del matí s'emet també en les pantalles de la televisió. Aquests nous estudis també permeteren ampliar l'oferta informativa amb nous espais informatius: Les notícies del migdia (de 14 a 15 hores) amb Òscar Martínez i Les notícies de la nit (de 20 a 22 hores) amb Jordi Cabezas. L'edició de migdia inclouria un bloc de 25 minuts d'informació esportiva i la de la nit un resum informatiu de la jornada i una tertúlia.
El maig de 2022 Les notícies del matí estrenaven un nou estudi polivalent que permet fer programes de ràdio, televisió i web de forma simultània incorporant una gran pantalla dins de l'estudi que permetrà veure també des de la ràdio què ocorre en el carrer amb connexions en directe i 4 càmeres robotitzades i una taula amb capacitat de fins a set contertulians.

### Esports
Pel que fa als esports, la ràdio d'À Punt oferix Des de la banda, un programa diari nocturn presentat per Gustavo Clemente. Es repassa l'actualitat esportiva dels equips de diferents disciplines del País Valencià. A més, Línia de fons és el programa encarregat de retransmetre els partits més destacats durant el cap de setmana i també, en edicions especials, quan els encontres se celebren durant la setmana.

## Graella

### Informatius
La graella de la ràdio generalista d'À Punt Mèdia té com a eix fonamental la informació. Els continguts informatius són de producció pròpia, tal com marca la llei, i estan editats i presentats per membres de la plantilla de la redacció única d'À Punt.
Hi ha tres grans cites informatives: l'edició matinal de 7.00 a 9.00, l'edició de migdia de 14.30 a 15.30 i l'edició de vesprada-nit de 20.00 a 22.00 hores.
De dilluns a divendres, hi ha cites informatives cada hora en butlletins a les 9.00, 10.00, 11.00, 12.00, 13.00, 14.00, 16.00, 17.00, 18.00, 19.00, 22.00 i 23.00 hores. Durant la matinada no hi ha butlletins horaris.
Els caps de setmana no té encara cap edició informativa i hi ha butlletins horaris de 8.00 a 23.00 hores.
Els butlletins horaris se suspenen durant les retransmissions esportives o les connexions amb programes informatius elaborats per la televisió.
En el cas de les retransmissions esportives, hi ha avanços informatius de 3 minuts en el descans dels partits.
| Informatiu                      | Imatge | Descripció                                                          | Edita i presenta                                               | Dia d'emissió          | Hora d'emissió                   |
| ------------------------------- | ------ | ------------------------------------------------------------------- | -------------------------------------------------------------- | ---------------------- | -------------------------------- |
| Les notícies del matí           |        | Despertador informatiu. Repàs de les notícies i previsions del dia. | Òscar Martínez, Vanessa Gregori, Clara Castelló i Alba Requejo | de dilluns a divendres | 07:00h - 12:00h                  |
| Les notícies del migdia         |        | Repàs de l'actualitat del matí. Inclou 15 minuts d'esports.         | Patrícia Orts                                                  | de dilluns a divendres | 14:30h - 15:30h                  |
| Les notícies de la nit          |        | Resum de la informació de la jornada i tertúlia temàtica.           | Sara Garcia                                                    | de dilluns a divendres | 20:00h - 22:00h                  |
| Les notícies del cap de setmana |        | Resum de la informació de la jornada.                               | Jordi Cabezas                                                  | dissabtes i diumenges  | 08:30h - 9:00h i 14:30h - 15:00h |

### Programes
| Programa              | Imatge | Temàtica                                           | Presentador/a       | Dia d'emissió           | Hora d'emissió  |
| --------------------- | ------ | -------------------------------------------------- | ------------------- | ----------------------- | --------------- |
| Samaruc Digital       |        | Divulgació mediambiental                           | Reis Juan           | dilluns                 | 13:00h - 14:00h |
| Cuina de Bacanal      |        | Magazín gastronòmic.                               | Carles Galletero    | dimarts                 | 13:00h - 14:00h |
| Plaerdemavida         |        | Literatura.                                        | Maria Josep Poquet  | dimecres                | 13:00h - 14:00h |
| Animalades            |        | Animals                                            | Joan Espinosa       | dijous                  | 13:00h - 14:00h |
| Una Habitació Pròpia  |        | Literatura, llibres                                | Irene Rodrigo       | dijous                  | 20:00h - 21:00h |
| L'escoleta            |        | Família i societat                                 | Aitana Ferrer       | divendres               | 13:00h - 14:00h |
| La Caseta d'Aitana    |        | Magazín infantil                                   | Aitana Ferrer       | dissabte                | 10:00h - 11:00h |
| Rosquilletres         |        | Concurs infantil de lletrejar paraules en valencià | Rafa Albert         | dissabte i diumenge     | 11:30h - 12:00h |
| Territori Sonor       |        | Programa cultural                                  | Manuela Alandes     | De dilluns a divendres  | 21:03h - 23:00h |
| Podríem fer-ho millor |        | Magazín de cap de setmana                          | Susa Calafat        | Dissabtes i diumenges   | 9:00h - 13:00h  |
| El musiquer           |        | Programa dedicat a la música clàssica              | Ezequiel Castellano | Dissabtes i diumenges   | 7:00h - 8:30h   |
| El rall               |        | Programa d'actualitat en clau local                | Helena Montaner     | De dilluns a divendres  | 12:00h - 13:30h |
| Línia de fons         |        | Programa d'actualitat esportiva                    | Gustavo Clemente    | De diumenge a divendres | 23:00h - 1:00h  |
| Des de la banda       |        | Carrusel esportiu i transmissions esportives       | Jordi Sanchis       | Caps de setmana         |                 |

### Antics programes
| Programa         | Imatge | Temàtica                                                                                 | Presentador/a   | Dia d'emissió          | Inici d'emissions | Final d'emissions |
| ---------------- | ------ | ---------------------------------------------------------------------------------------- | --------------- | ---------------------- | ----------------- | ----------------- |
| Al Ras           |        | Magazin on es tracten temes d'actualitat i cultura.                                      | Jèssica Crespo  | de dilluns a divendres | Hivern 2017       | Estiu 2020        |
| De banda a banda |        | Programa dedidat a la música de banda valenciana i el teixit associaciatiu que l'envolta | Jordi Company   | Dissabte               | Octubre 2018      | Juny 2020         |
| El dia À Punt    |        | Magazín d'actualitat, entreteniment i cultura                                            | Òscar Martínez  | de dilluns a divendres | Setembre 2020     | Juliol 2021       |
| Focus            |        | Programa de ràdio documental al voltant dels conflictes socials.                         | Eugenio Viñas   | Divendres              | Octubre 2018      | Juny 2019         |
| Sessió golfa     |        | Late night show                                                                          | Carles Caparrós | De dilluns a dijous    | Octubre 2018      | Juny 2019         |

## Logotips

2017-present.
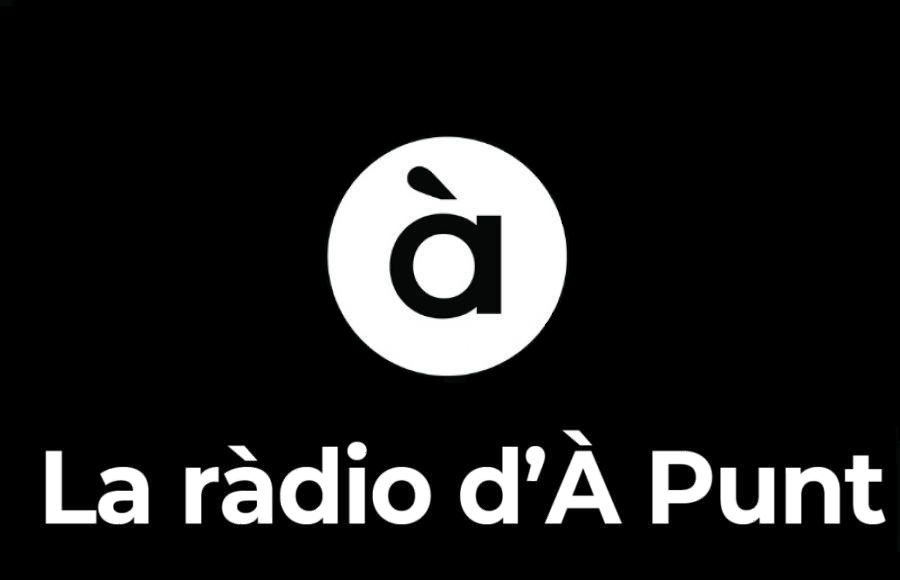
Logo alternatiu. 2017-present.

## Freqüències[calcitació]

### València
- Ademús: 98.6 FM
- La Safor: 103.5 FM
- La Vall d'Albaida: 105.2 FM
- Requena - Utiel: 100.9 FM
- València: 102.2 FM
- La Costera: 101.5 FM
- Camp de Túria: 94.5 FM

### Castelló
- Castelló 103.7 FM
- Pina: 102.0 FM
- Morella: 96.8 FM
- L'Alt Maestrat - Els Ports: 101.3 FM
- Baix Maestrat: 92.0 FM

### Alacant
- Alacant: 96.5 FM
- Elda: 96.2 FM
- Aitana: 103.0 FM
- L'Alcoià: 98.7 FM
- Marina Baixa: 101.2 FM
- Marina Alta: 93.5 FM
- Elx: 98.4 FM
- Baix Segura: 100.5 FM
- Villena: 95.0 FM

### Catalunya
Pròximament s'habilitaran freqüències de ràdio (acord de reciprocitat amb la Corporació Catalana de Mitjans Audiovisuals).

### Illes Balears i Pitiüses
Pròximament s'habilitaran freqüències de ràdio (futur acord de reciprocitat amb l'Ens Públic de Radiotelevisió de les Illes Balears).

### Altres formes d'emissió
- Internet: https://www.apuntmedia.es/va/directe/radio
- TDT: Alacant, València i Castelló.

## Audiència
Evolució de la mitjana d'oients diaris (dilluns a divendres), segons l'EGM.
| Any  | 1a onada          | 2a onada                | 3a onada                  | Mitjana anual |
| ---- | ----------------- | ----------------------- | ------------------------- | ------------- |
| 2017 | No emetia encara. | No emetia encara.       | Sense dades               |               |
| 2018 | Sense dades       | Sense dades             | 22.000                    |               |
| 2019 | 18.000            | 42.000                  | 29.000                    |               |
| 2020 | 34.000            | Estudi suspés           | 28.000                    |               |
| 2021 | 43.000            | 24.000                  | 36.000                    |               |
| 2022 | 33.000            | 25.000                  | 42.000                    |               |
| 2023 | 32.000            | 33.000                  | 23.000                    |               |
| 2024 | 42.000            | Es publicarà en juliol. | Es publicarà en desembre. |               |